# Unterschiede zwischen der tschechischen und der slowakischen Sprache
Dieser Artikel beschreibt einige Unterschiede zwischen der tschechischen und slowakischen Sprache. Ähnlich den beiden sorbischen Sprachen sind diese beiden Sprachen eng miteinander verwandt und weisen dennoch markante Unterschiede auf.

## Aussprache
Die beiden Sprachen unterscheiden sich vor allem in ihrer Aussprache, dabei sowohl in der Betonung als auch im Lautsystem.

### Lautsystem
Eigene slowakische Laute, die es im Tschechischen nicht gibt, und die teilweise auch grafisch anders dargestellt werden, sind das ä, die Diphthonge ia/ie/iu und ô, das dz, das dž, sowie das ľ (zur Aussprache dieser Laute siehe in den jeweiligen Sprachartikeln). Im Slowakischen gibt es dagegen kein ř. In beiden Sprachen können l und r als Vokale auftreten, im Slowakischen gibt es dazu noch einen Unterschied zwischen langem und kurzem r oder l. (tschechisch: vrba [vrba], slowakisch: vŕba [vr:ba], deutsch: Weide).
Die Lautassimilierung sowie eine Art Liaison bei der Aussprache ist (zumindest in der Schriftsprache) im Slowakischen viel deutlicher ausgeprägt als im Tschechischen, zum Beispiel tschechisch: v očích [f 'ʔɔtʃi:x] slowakisch: v očiach ['votʃiax] ('in den Augen').

## Wortschatz
Der Wortschatz beider Sprachen ist bis auf die lautlichen Differenzen zum großen Teil identisch. Unterschiede betreffen im Wesentlichen die folgenden Bereiche:
a) Fremdwörter sind in der tschechischen Hochsprache oft bewusst durch eigene Bildungen ersetzt worden, im Slowakischen aber gebräuchlich, vergleiche
- Januar: tschechisch leden = slowakisch január, ähnlich auch die anderen Monatsnamen
- Grammatik: tschechisch mluvnice = slowakisch gramatika usw.
- Flasche: tschechisch láhev = slowakisch fľaša

b) im Slowakischen gibt es eine kleine Zahl ungarischer Wörter, die im Tschechischen fehlen, vergleiche
- Nachricht: slowakisch chýr = ungarisch hír

und Wörter der im Karpatenraum siedelnden Hirten, vergleiche
- Schafskäse: slowakisch bryndza, bedeutet im Rumänischen Käse (brânza, in alter Rechtschreibung brînza)

c) gewisse Bereiche des Grundwortschatzes, zum Beispiel
- sprechen: tschechisch mluvit/hovořit = slowakisch hovoriť
- machen: tschechisch dělat = slowakisch robiť
- ja(wohl): tschechisch jo = slowakisch hej
- falls, wenn: tschechisch jestli/...li = slowakisch ak
- auf Wiedersehen: tschechisch na shledanou = slowakisch dovidenia

Die Ähnlichkeiten gehen zum größeren Teil darauf zurück, dass das Tschechische vom 15. bis 18. Jahrhundert in weiten Teilen der Slowakei als Schriftsprache gebräuchlich war. Im 19. Jahrhundert entfernte sich die neue slowakische Schriftsprache (zum Teil auch bewusst) vom Tschechischen, in dieser Zeit wurden auch einzelne Wörter aus Dialekten in die Schriftsprache übernommen. Außerdem wurde vor allem in der Biologie eine eigene wissenschaftliche Terminologie gebildet. In der Zeit des gemeinsamen Staates Tschechoslowakei näherten sich die Sprachen wieder an. Von 1918 bis in die 1930er-Jahre gingen die tschechoslowakischen Behörden von der Fiktion einer tschechoslowakischen Sprache aus, de facto wurde in dieser Zeit das Slowakische bewusst an das Tschechische herangeführt. Nachdem sich in den 1930er-Jahren deutlicher Widerstand gegen diese Politik gewandt hatte, wurde sie nach 1945 nicht wieder aufgenommen. Doch waren bis zum Ende der Tschechoslowakei terminologische Kommissionen bestrebt, den, insbesondere neu entstehenden, Fachwortschatz beider Sprachen möglichst ähnlich zu halten.
Zur heutigen Ähnlichkeit des Wortschatzes hat vor allem seit den 1960er- und 1970er-Jahren die gegenseitige Erreichbarkeit durch Rundfunk, Film und Fernsehen im gemeinsamen Staat beigetragen. Auf diese Weise kamen alle Bürger mit der jeweils anderen Sprache in Berührung. Seit der Staatstrennung ist eine erneute Entfernung zu beobachten. Die jüngere Generation hat inzwischen mitunter Schwierigkeiten, die jeweils andere Sprache zu verstehen. Dieses Phänomen der allmählichen sprachlichen Entfernung voneinander ist beiden Gesellschaften bewusst und wird auch in der zeitgenössischen Kunst und Musik thematisiert.

## Grammatik
Große Unterschiede zwischen Tschechisch und Slowakisch bestehen bei den Deklinations- und Konjugationsendungen, die im Slowakischen allgemein viel regelmäßiger und einfacher sind (vgl. Prag: Praha → in Prag: tschechisch v Praze = slowakisch v Prahe). Das Slowakische hat ursprünglich wie das Tschechische sieben grammatikalische Fälle besessen, aber während das Tschechische den Vokativ (Fall für Anreden von Personen) nach wie vor aktiv verwendet, ist er im Slowakischen weitgehend vom gleichlautenden Nominativ ersetzt worden. Nur in einigen Sonderfällen (oft alten, kirchenbezogenen Wörtern wie zum Beispiel: deutsch Sohn = syn → synku, deutsch Pate = kmotor → kmotre, deutsch Gott = boh → bože oder deutsch Vater = otec → otče) lassen sich seine Spuren finden. Schon seit einigen Jahren wird der Vokativ nicht mehr in den Grammatiken aufgeführt.

## Dialekte

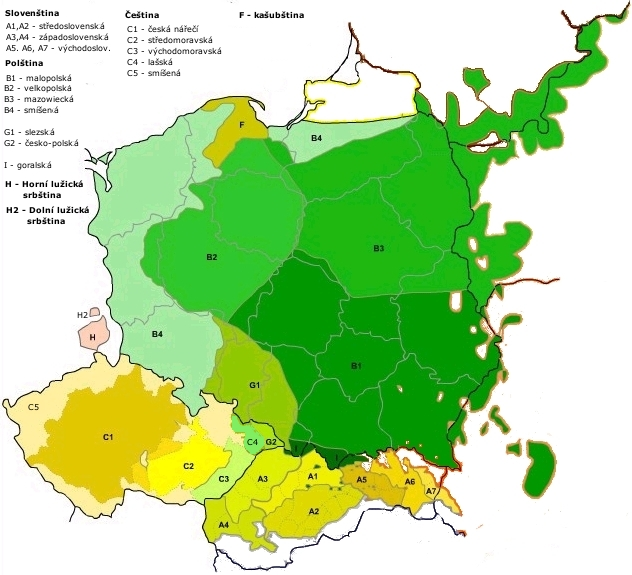
Westslawische Sprachen und Dialekte in Polen, Tschechien und der Slowakei

Auf dem Gebiet der Slowakei werden zahlreiche, zum Teil sehr unterschiedliche Dialekte gesprochen, während die Bedeutung der Dialekte in Tschechien stark zurückgegangen ist.